# الیزابت هالووی مارستون
الیزابت هالووی مارستون (۲۰ فوریه ۱۸۹۳–۲۷ مارس ۱۹۹۳) یک وکیل و روانشناس آمریکایی بود. او همراه با شوهرش ویلیام مولتن مارستون موفق به ابداع مقیاس فشار خون سیستول شد که برای تشخیص فریب در پلی گراف استفاده می‌شود.
هم چنین او الهام بخش کتاب کمیک همسرش و شخصیت زن شگفت‌انگیز بود؛ شخصیتی که از سویی برگرفته از شریک زندگی چنددلبری آن‌ها، الیو برن نیز بود.

## مرگ
مارستون در ۲۷ مارس ۱۹۹۳، یک ماه پس از تولد صدسالگیش درگذشت.

## در فیلم
زندگی مارستون، شوهرش ویلیام مولتن مارستون و الیو برن و خلق زن شگفت‌انگیز در درام پروفسور مارستون و زنان شگفت‌انگیز به تصویر کشیده شده‌است. در این فیلم، بازیگر بریتانیایی ربکا هال نقش مارستون را بازی می‌کند.